# Kateřina Marie Fialová
Kateřina Marie Fialová (* 18. února 1997 Pardubice) je česká divadelní herečka a stepařka, která absolvovala hudebně-dramatické oddělení Konzervatoře Brno. Čtyřikrát se jí podařilo získat titul mistryně světa ve stepu.

## Kariéra
V sezóně 2019/2020 hrála v seriálu Ordinace v růžové zahradě 2 a v roce 2016 účinkovala v dokumentárním dramatizovaném seriálu Rozsudek.
V kategorii muzikálová zpěvačka roku získala Cenu Jantar 2018 za postavy Dželiny a Demetry v muzikálu Kočky v Národním divadle Moravskoslezském. V roce 2019 byla účastnicí 6. řady show Tvoje tvář má známý hlas, kde hostovala již v roce 2016. Od sezóny 2020/2021 je v angažmá v Městských divadlech pražských. V roce 2021 ztvárnila Táňu Prokešovou v televizním seriálu Hvězdy nad hlavou, její rodiče si zahráli Bolek Polívka a Alena Mihulová.

## Divadelní role, výběr
- 2017 Kateřina Tučková, Dodo Gombár: Žítkovské bohyně, Fuksena (v alternaci s Katarínou Mikulovou), Městské divadlo Brno, režie Dodo Gombár
- 2018 Robert Stigwood, Bill Oakes, Bee Gees: Horečka sobotní noci, Annette (v alternaci s Dagmar Křížovou), Městské divadlo Brno, režie Stanislav Moša
- 2018 Thomas Stearns Eliot, Andrew Lloyd Webber: Kočky, Dželína (v alternaci s Andreou Gabrišovou, Markétou Procházkovou a Kristýnou Štarhovou), Národní divadlo moravskoslezské, režie Gabriela Haukvicová-Petráková
- 2018 Arthur Miller: Čarodějky ze Salemu, Mercy Lewisová, Městské divadlo Brno, režie Mikoláš Tyc
- 2019 Guy Bolton, Pelham Grenville Wodehouse, Howard Lindsay, Russell Crouse, Timothy Crouse, John Weidman, Cole Porter: Děj se co děj (Anything Goes), Reno Sweeney (v alternaci s Martinou Šnytovou), režie Peter Oravec
- 2019 Christopher Hampton: Nebezpečné vztahy, Cecílie de Volanges, Městské divadlo Brno, režie Mikoláš Tyc
- 2020 David Drábek, Tomáš Belko, Darek Král: Elefantazie, Samira (v alternaci s Petrou Tenorovou), Divadlo ABC, režie David Drábek
- 2020 Jevgenij Doga, Emil Lotjanu, Jindřich Janda, Petr Malásek: Cikáni jdou do nebe, Rada (v alternaci s Felicitou Prokešovou), Divadlo Bez zábradlí, režie Radek Balaš
- 2020 Lev Nikolajevič Tolstoj: Vojna a mír, Nataša, Divadlo ABC, režie Michal Dočekal
- 2021 Bernard-Marie Koltès: Roberto Zucco, dívka, Divadlo Komedie, režie Attila Vidnyánszky ml.
- 2024 David Drábek: Pitevna, XQB184, Studio DVA divadlo, režie David Drábek

## Filmografie
| Rok       | Název                              | Role                    | Poznámky                                   |
| --------- | ---------------------------------- | ----------------------- | ------------------------------------------ |
| 2016      | Rozsudek                           | Viktorie Bauerová       | díl: „Posedlost“                           |
| 2018      | Život v láhvi                      | přítelkyně              | studentský film                            |
| 2019      | Tvoje tvář má známý hlas           | účinkující              | účinkující v 6. řadě, skončila na 2. místě |
| 2019      | Občanka                            | Viktorie                | televizní seriál                           |
| 2019–2020 | Ordinace v růžové zahradě 2        | Josefína Stárková       | vedlejší role                              |
| 2020      | 13. komnata Kateřiny Marie Fialové | ona sama                | televizní pořad                            |
| 2021      | Hvězdy nad hlavou                  | Táňa Prokešová          | vedlejší role                              |
| 2021      | Sestřičky Modrý kód                | zdravotní sestra        | díl: „Nevěsta na útěku“                    |
| 2021      | 1. mise                            | zdravotní sestra na JIP | vedlejší role                              |